# Issami Nakamura Okano

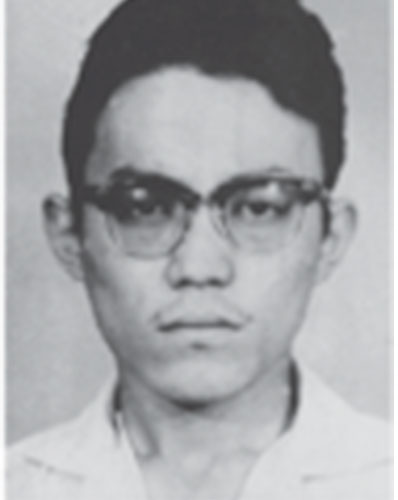
Issami Nakamura Okano

Issami Nakamura Okano (Cravinhos, 23 de novembro de 1945 – 14 de maio de 1974 dia de seu desaparecimento) foi um estudante e guerrilheiro brasileiro integrante da Aliança Nacional Libertadora (ALN). É um dos casos investigados pela Comissão da Verdade, que apura mortes e desaparecimentos que ocorreram durante a ditadura militar brasileira. É considerado desaparecido político, por não ter os seus restos mortais encontrados e nem entregues aos seus familiares, não permitindo o seu sepultamento até os dias de hoje.

## Biografia
Issami Nakamura Okano nasceu no dia 23 de novembro de 1945, na cidade de Cravinhos, interior do Estado de São Paulo. Filho de Hideo Okano e Sadae Nakamura Okano. Mudou-se para São Paulo e cursou química na Universidade de São Paulo. Foi assistente de laboratório do Departamento de Engenharia Química da Escola Politécnica e do Instituto de Física da USP.
Iniciou sua militância política no movimento estudantil quando era aluno da Faculdade de Química da USP. Foi preso em setembro ou outubro de 1969, acusado de ser militante da ALN e de manter contatos com pessoas ligadas a VAR-Palmares. Condenado em 24 de março de 1971 a dois anos de reclusão pela Auditoria de Guerra da 2ª CJM de São Paulo, cumpriu pena no Presídio Tiradentes, sendo libertado em outubro de 1972. Preso novamente em 14 de maio de 1974 por agentes do DOI-CODI/SP em sua casa, no bairro de Pinheiros, em São Paulo, permanece desaparecido desde então.

## Militância
Issami iniciou-se na atividade política quando entrou para o movimento estudantil. Posteriormente, tornou-se militante da Aliança Libertadora Nacional (ALN) em resistência ao regime militar brasileiro.
No dia 29 de outubro de 1969, foi preso e torturado pela primeira vez sob a acusação de estar relacionado com a ALN e compactuar com membros da VAR-Palmares, onde assumiria o codinome "Sérgio", após o decreto do Ato Institucional n°5 (AI-5).
No dia 24 de março de 1971, foi condenado a dois anos de reclusão pela Auditoria da Guerra da 2ª Circunscrição da Justiça Militar (CJM) de São Paulo. Okano cumpriu pena no presídio Tiradentes, em São Paulo, até outubro de 1972.
Issami foi julgado em outro processo e absolvido em 11 de fevereiro de 1974.
A última prisão de Nakamura, foi consequência da infiltração do médico João Henrique Ferreira de Carvalho (Jota), que aconteceu no dia 14 de maio de 1974. Agentes do Destacamento de Operações e Informações – Centro de Operações de Defesa Interna (  DOI-CODI/SP)  prenderam Issami, na época com 29 anos, durante o trajeto do trabalho para sua residência no bairro de Pinheiros, em São Paulo.
De acordo com um documento do SNI (Serviço Nacional da Informação) datado em 27 de fevereiro de 1975, com origem no CIE ( Centro de Informação do Exército), Issami Nakamura Okano “pertencia a grupo que ainda estava se estruturando, não tendo chegado a realizar nenhuma ação”.

## Desaparecimento
Em 7 de fevereiro de 1975, o então ministro da Justiça, Armando Falcão, declarou em comunicado oficial que Issami foi preso em decorrência da sua militância política e que estava foragido. Essa citação foi retrucada na Comissão Estadual da Verdade de São Paulo, que aconteceu na faculdade de direito da USP, no dia 10 de abril de 2013. O advogado Idibal Piveta respondeu em defesa de Issami, que o estudante não estava foragido, já que haviam registros que comprovavam a participação de suas atividades profissionais e acadêmicas depois de sua prisão. Na verdade, ele foi condenado, recorreu da sentença, cumpriu pena, foi solto, voltou a estudar e trabalhar para, então, ser sequestrado.
Sua prisão foi consequência do trabalho de inﬁltração do médico João Henrique Ferreira de Carvalho, apelidado pelo DOI-CODI/SP de Jota, citado como modelo de inﬁltração nas organizações clandestinas durante a ditadura, pela antiga Escola Nacional de Informações (Esni).
Em entrevista publicada na revista Veja do dia 18 de novembro de 1992, o ex-agente do DOI-CODI/SP, Marival Dias Chaves do Canto, citou o nome de Issami, como um dos delatados por Jota. Chaves do Canto relata que após ter sido preso e sequestrado em São Paulo, Issami foi encaminhado para o Rio de Janeiro. AComissão Nacional da Verdade lista Issami entre os mortos e desaparecidos na Casa da Morte, em Petrópolis.
Durante depoimento prestado à conferência da Comissão Nacional pela Verdade, em 25 de março de 2014, o agente do CIE coronel Paulo Magalhães, demonstrou ter conhecimento do caso de Issami na Casa da Morte, a medida em que após ter sido perguntado sobre o nome ou a foto de Nakamura, o coronel respondeu que já teria escutado o nome do "japonês".
Issami foi julgado em outro processo, sendo absolvido em 11 de fevereiro de 1974. Seu nome consta da lista de desaparecidos políticos do anexo I, da lei 9.140/95. Na CEMDP, seu caso foi protocolado com o número 155/96. Em sua homenagem, São Paulo deu o seu nome a rua situada no Jardim Nova América.
Na trigésima audiência pública da Comissão da Verdade do Estado de São Paulo Rubens Paiva, no dia 10 de abril de 2013, ocorreu a leitura do memorial de Issami Nakamura Okano. Na ocasião, o advogado Idibal Piveta descreveu que, na Casa da Morte, Issami "foi submetido a terríveis torturas, foi morto e seu corpo está desaparecido até hoje". A recomendação da Comissão da Verdade é de que "o Estado brasileiro declare a condição de anistiado político de Issami Nakamura Okano, pedindo oficialmente perdão pelos atos de exceção e violações de direitos humanos que foram praticados contra esse desaparecido político."
Diante das diversas investigações e estudos realizados, conclui-se que Issami Nakamura Okano desapareceu em decorrência de ação forçada perpetrada por agentes do Estado brasileiro, em contexto de sistemáticas violações de direitos humanos promovidas pela ditadura militar, implantada no país no período que vai de 1964 a meados de 1985 (ou 1988 dependendo da análise).Como em todos os outros centenas de desaparecidos políticos do período da Ditadura Militar brasileira, cabe ao Estado esclarecer em que circunstâncias se deram suas prisão, morte e desaparecimento. É de suma importância e também de responsabilidade deste, encontrar, julgar e responsabilizar os agentes públicos que, de alguma maneira, estavam envolvidos ou cometeram tais crimes.

## Lista Gregori
Em 26 de julho de 1995, o jornal O Estado de S. Paulo publicou uma lista (conhecida depois como "Lista Gregori", em homenagem ao então Secretário dos Direitos Humanos, José Gregori) de pessoas desaparecidas no período 1964-1979 que seriam reconhecidas como mortas; essa lista incluiu Nakamura. Após a publicação da lista, o presidente Fernando Henrique Cardoso anunciou que garantiria o atestado de óbito das pessoas relacionadas, o que permitiria às famílias pleitear indenização pelos desaparecimentos.

## Homenagem
Uma das ruas do bairro Cidade Nova América, na capital de São Paulo, foi batizada com o nome de Issami Nakamura Okano.

## Documentos
O nome de Issami, de número 53, consta no Anexo I  da Lei nº 9.140/95, de 4 de dezembro de 1995.
O processo, de número 155/96, foi protocolado na Comissão Especial sobre Mortos e Desaparecidos Políticos.

## Homenagens
No dia 2 de dezembro de 1992, São Paulo oficializou o nome de Issami Nakamura Okano em uma rua no bairro Jardim Nova América.
Rio de Janeiro também possui uma rua no bairro Paciência em sua homenagem, mas a grafia do sobrenome foi alterada - de Okano para Okamo.